# Нерестовище

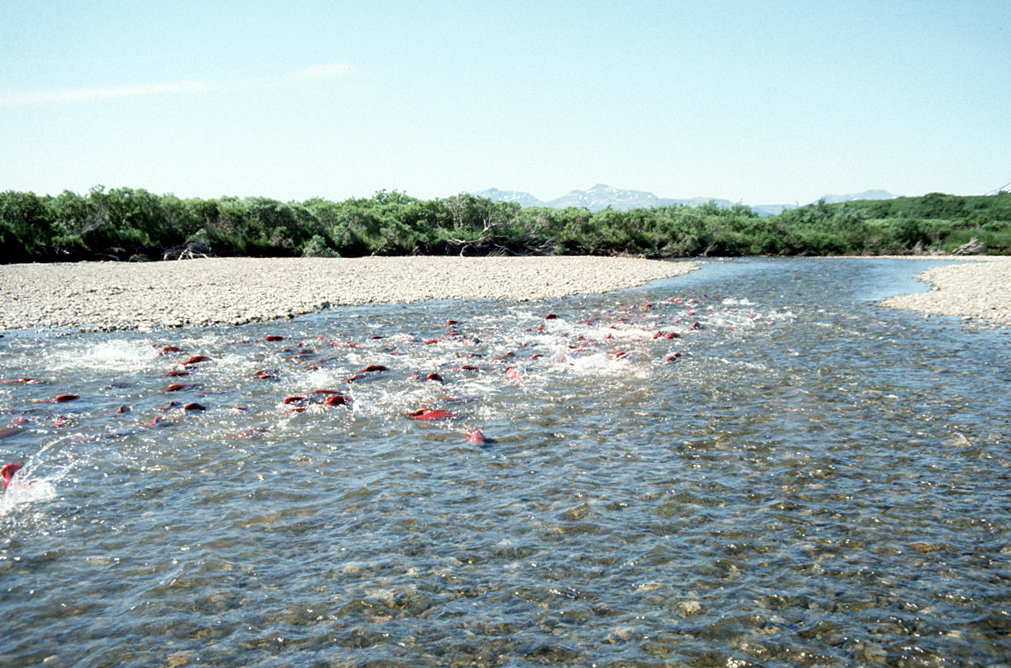
Лососі йдуть на нерестовище

Нерестовище — водойма або ділянка водойми, на якій відбувається нерест риб. Риби, що мають клейку ікру, відкладають її на мілинах на затоплену рослинність (фітофільні риби) або на твердий ґрунт (літофільні риби). У риб з неклейкою ікрою нерест відбувається на ділянках з швидкою течією. В руслах річок штучні нерестовища споруджують на різній глибині з гальки, щебеню (для осетрових, лососів, форелі, сига) або роблять плавучі з гілок ялини, рогозу, а також з невеликих прибережних дерев і чагарників, прикріплюючи їх до ґрунту (для ляща, коропа, карася, судака). Штучні нерестовища використовують і для боротьби зі «смітною рибою» — збирають з них і викидають відкладену нею ікру. Для проходу риби до природних нерестовищ через штучні перешкоди (греблі тощо) будують рибопропускні споруди.